# Miguel Sánchez-Migallón
 (juin 2022).
Si vous disposez d'ouvrages ou d'articles de référence ou si vous connaissez des sites web de qualité traitant du thème abordé ici, merci de compléter l'article en donnant les références utiles à sa vérifiabilité et en les liant à la section « Notes et références ».
Miguel Sánchez-Migallón, né le 8 février 1995 à Ciudad Real, est un handballeur espagnol. Il évolue au poste d'ailier gauche au Benfica Lisbonne et en équipe nationale d'Espagne .

## Carrière

### En club
Sánchez-Migallón a fait ses débuts dans la liga ASOBAL au BM Ciudad Real. Au terme de la saison 2012/13 au cours de laquelle il a terminé deuxième du championnat et remporté la Coupe du Roi (es) et la Coupe du monde des clubs, le club, devenu Atlético de Madrid, est placé en liquidation1 au cours de l'été. Pour la saison 2013/14, il trouve alors refuge au BM Aragón avant de rejoindre en décembre le club de première division Ciudad de Logroño avec lequel il termine deuxième de la ligue ASOBAL en 2014, 2015 et 2016 et atteint la finale de la Coupe du Roi en 2017 et 2018 et la Coupe ASOBAL en 2016. 
Pour la saison 2021/22, il signe un contrat d'un an avec le champion de Pologne KS Kielce, encadré par son ancien entraîneur Talant Dujshebaev. Il reste finalement deux saisons en Pologne avant de rejoindre en 2023 le club portugais du Benfica Lisbonne.

### En équipe nationale
Miguel Sánchez-Migallón a fait ses débuts dans l'équipe nationale espagnole en novembre 2016 contre la Bosnie-Herzégovine. Après plus de quatre ans sans être convoqué, il est de nouveau appelé en mars 2021. Aux Jeux olympiques de Tokyo, il remplace Viran Morros qui s'est blessé et participe au parcours olympique avec une médaille de bronze à la clé.

## Palmarès

### En club
Compétitions internationales
- Finaliste de la Ligue des champions (C1) (2) : 2022 et 2023
- Vainqueur de la Coupe du monde des clubs (1) : 2012

Compétitions nationales
- deuxième du Championnat d'Espagne (4) : 2013, 2014, 2015, 2016
- Vainqueur de la Coupe du Roi (1) : 2013 (es)
- Vainqueur du Championnat de Pologne (2) : 2022, 2023

### En équipe nationale
- Médaille de bronze aux Jeux olympiques de 2020
- Médaille d'argent au Championnat d'Europe 2022
- Médaille de bronze au Championnat du monde 2023
- Médaille de bronze aux Jeux olympiques de 2024